# قزمة الأسد الرابعة
قزمة الأسد الرابعة (Leo IV) (ليو الرابعة) هي مجرة قزمة كروية في كوكبة الأسد تقع على بعد يقدر بحوالي 520,000 سنة ضوئية 160 الف فرسخ فلكي من الشمس وتتحرك بعيدا عن الشمس بسرعة تقارب 130 كم/ثانية. اكتشفت قزمة الأسد الرابعة في عام 2006 في البيانات المستمدة من مسح سلووان الرقمي للسماء.
وتصنف على أنها مجرة كروية قزمة وهذا يعني أن لها شكل دائري تقريبا مع نصف قطر فعال يقارب 130 فرسخ فلكي.
ليو الرابعة واحدة من أصغر وأخفت المجرات القمرية المعروفة لدرب التبانة ؛ ضياؤها الكلي يعادل حوالي 15000 ضياء شمسي (قدرها الظاهري المطلق -5.5 ± 0.3)، وهذا أقل بكثير من ضياء عنقود مغلق نموذجي. ومع ذلك، فأن كتلتها تقارب 1.5 مليون كتلة شمسية، مما يعني أن نسبة الكتلة إلى الضوء لليو الرابعة حوالي 150. نسبة الكتلة إلى الضوء العالية تعني أن ليو الرابعة تهيمن عليها المادة المظلمة.

## جمهرة النجوم
جمهرة نجوم ليو الرابعة تتكون في الأساس من نجوم قديمة تشكلت قبل أكثر من 12 مليار سنة. معدنية هذه النجوم القديمة أيضا منخفضة جدا نحو [Fe/H] ≈ −2.58 ± 0.75 مما يعني أنها تحتوي على عناصر ثقيلة أقل من الشمس بحوالي 400 مرة . ومعظم النجوم المرصودة كانت في المقام الأول عمالقة حمراء على الرغم من أن اكتشاف عدد من النجوم فرع الأفقي بما في ذلك ثلاثة متغيرات (RR) القيثارة . نجوم من ليو الرابعة ربما من بين النجوم الأولى التي تشكلت في الكون. ومع ذلك، كشفت الدراسة التفصيلية لجمهرة النجوم وجود عدد قليل من النجوم الأصغر سنا حوالي ملياري سنة أو أقل. ويشير هذا الاكتشاف إلى التاريخ المعقد لتشكل نجوم هذه المجرة. حاليا لا يوجد تشكل نجمي في ليو الرابعة. وقد فشلت القياسات حتى الآن في الكشف عن أي خط الهيدروجين فيه - الحد الأعلى هو 600 كتلة شمسية فقط.
في عام 2008، تم اكتشاف مجرة أخرى تسمى قزمة ليو الخامسة بجوار ليو الرابعة. ليو الخامسة تقع على مسافة أبعد بحوالي 20 فرسخ فلكي من مسافة ليو الرابعة عن درب التبانة وعلى مسافة 3 درجات (~ 10 فرسخ فلكي) عن ليو الرابعة. وقد تكون المجرتين مترابطة ماديا مع بعضها البعض.